# قائمة أنواع الياسمين
يوجد عدة أنواع من جنس الياسمين:

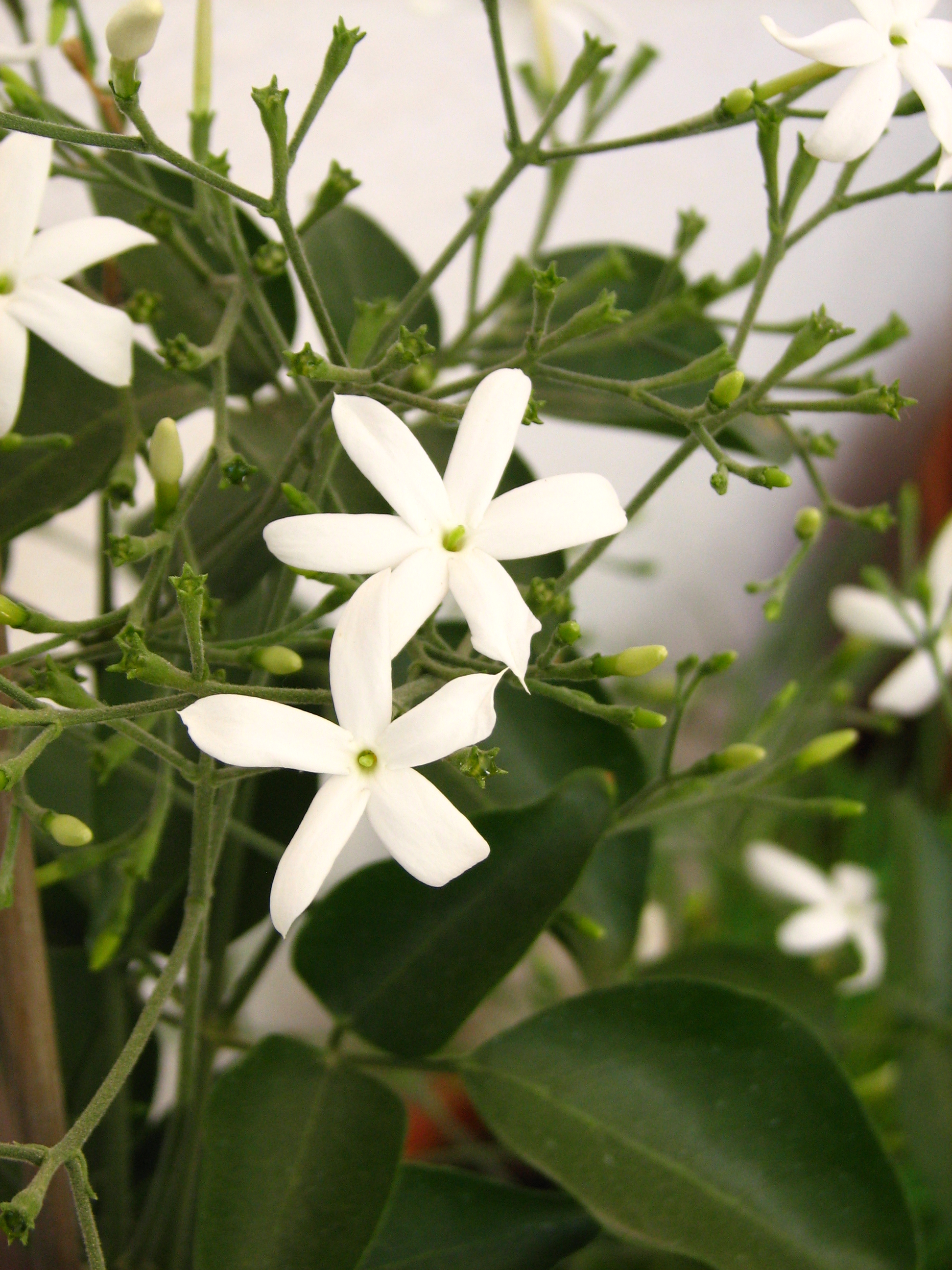
ياسمين أزوري

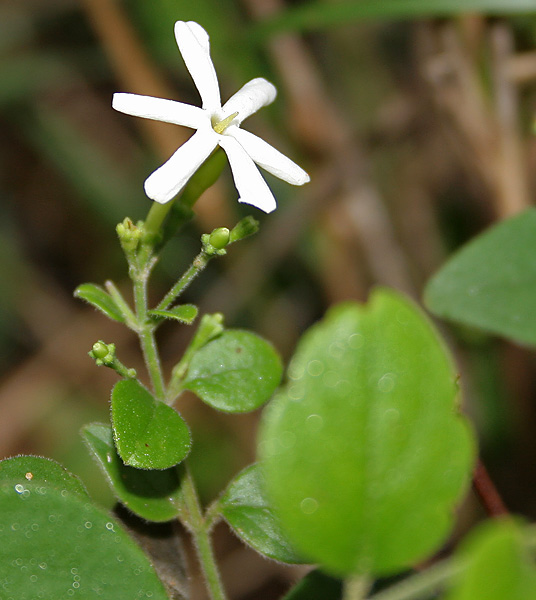
ياسمين أذيني

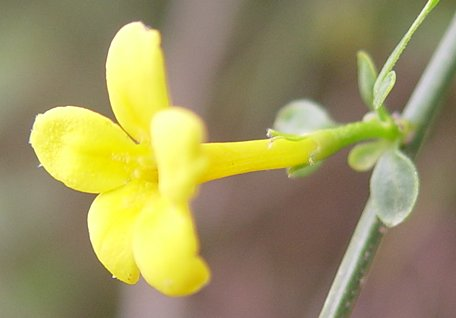
ياسمين شجيري

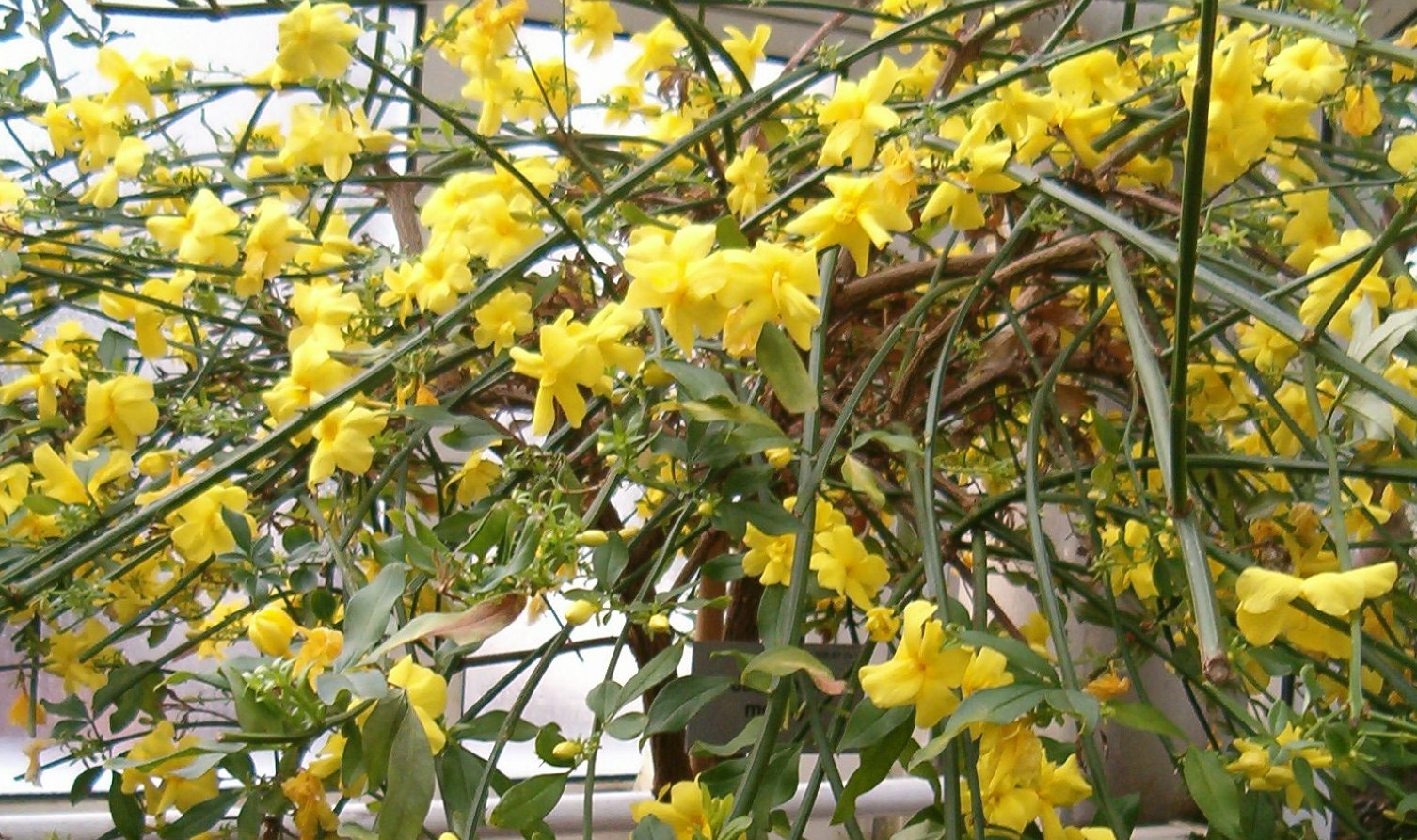
Jasminum mesnyi

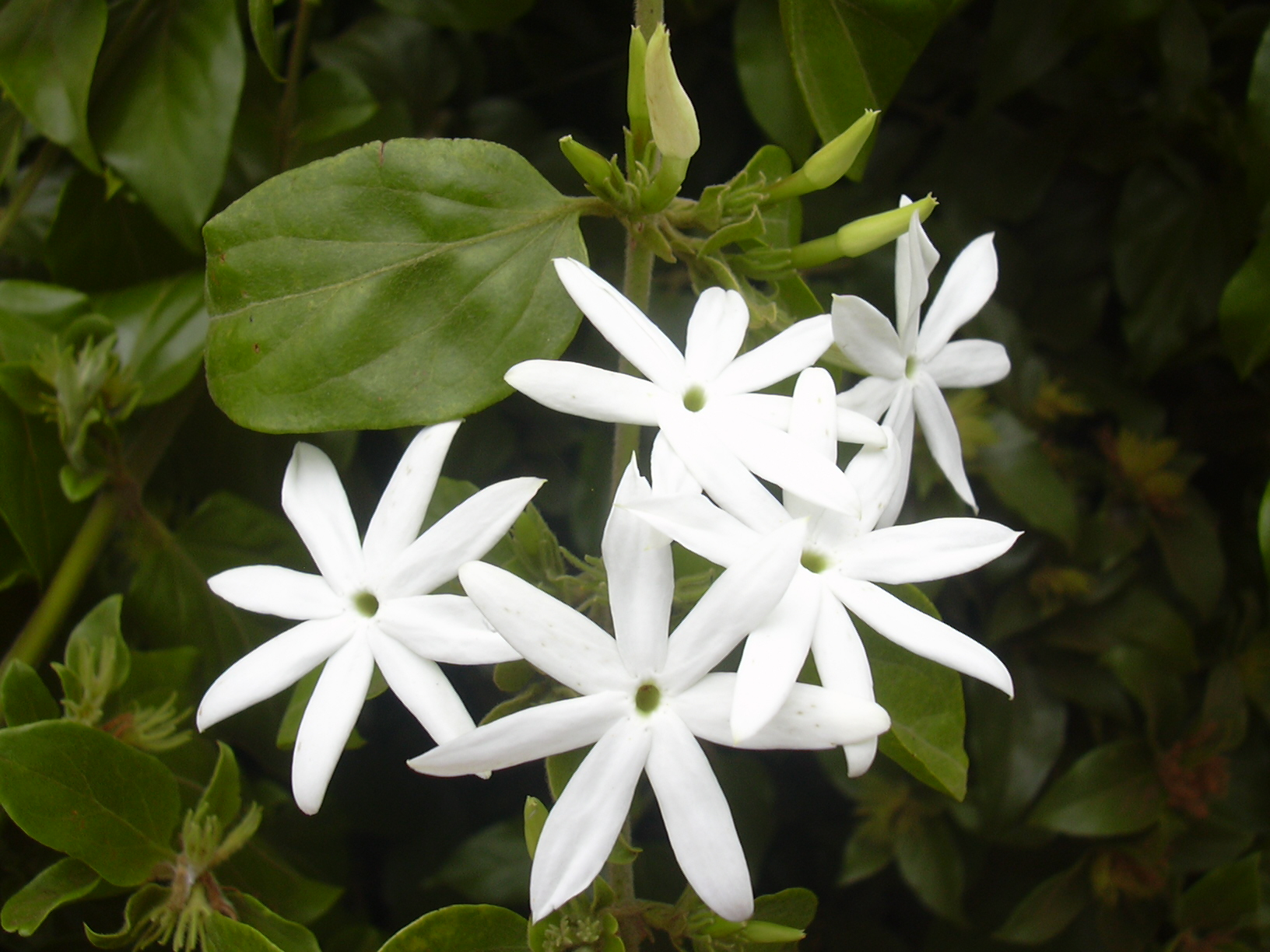
ياسمين متعدد الزهر

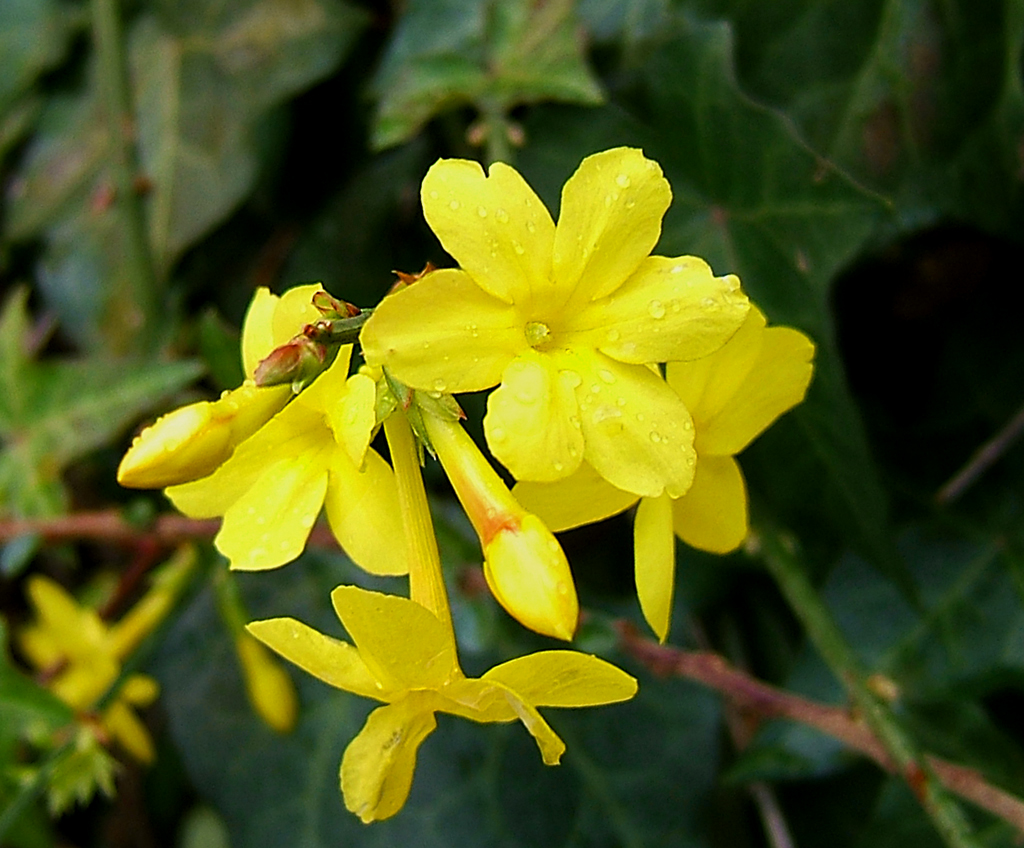
Jasminum nudiflorum

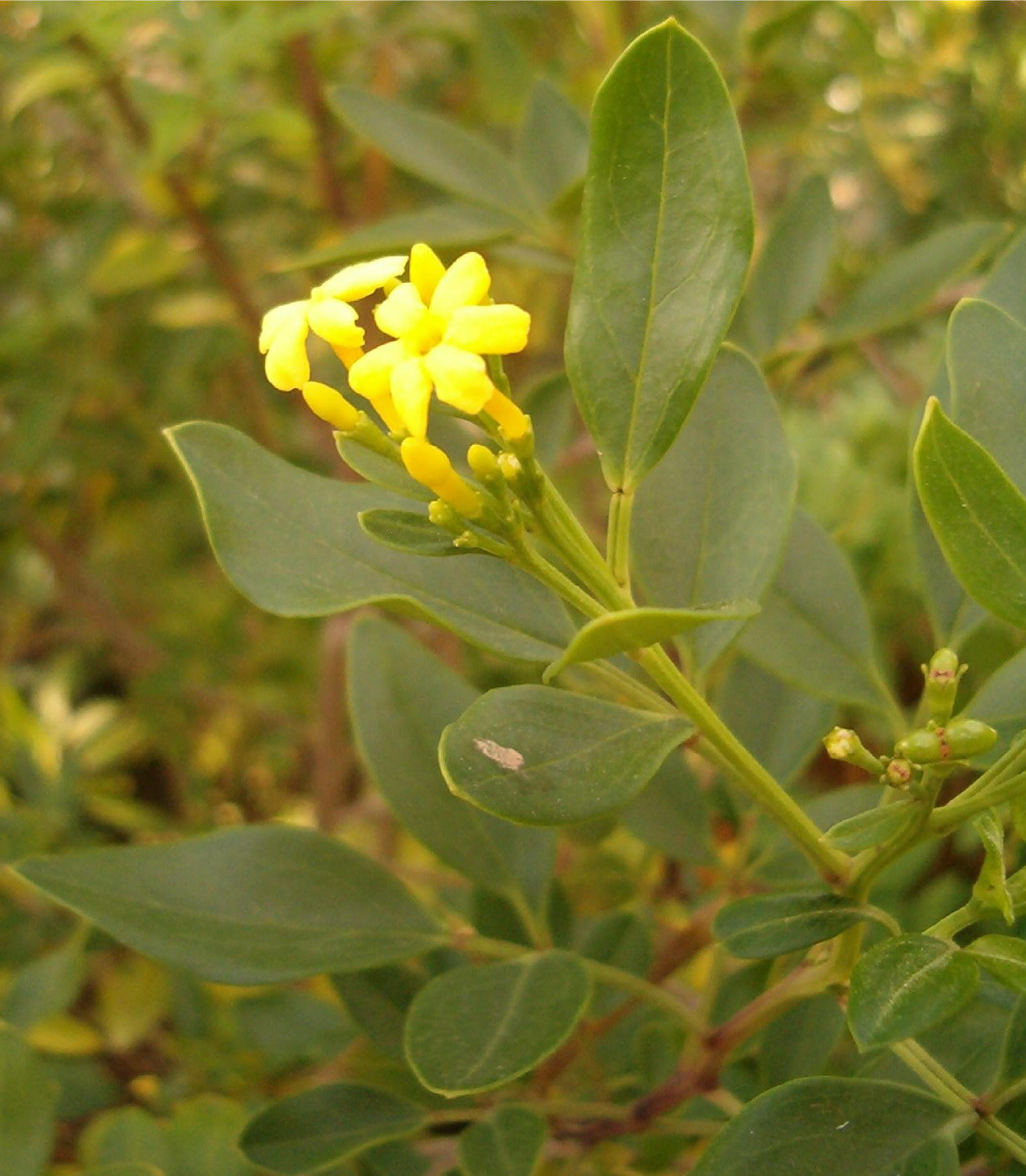
ياسمين شديد الرائحة

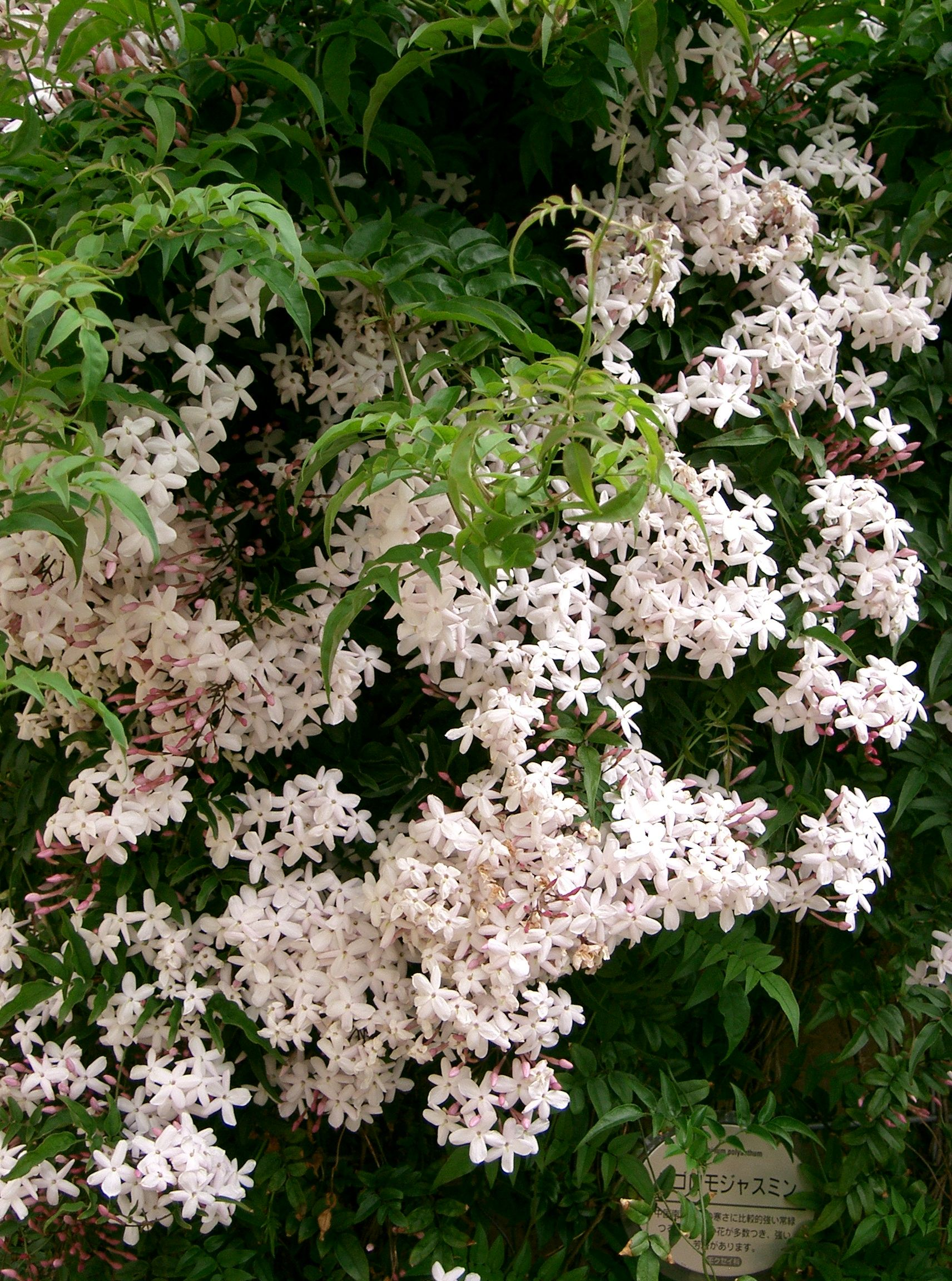
ياسمين عديد الأزهار

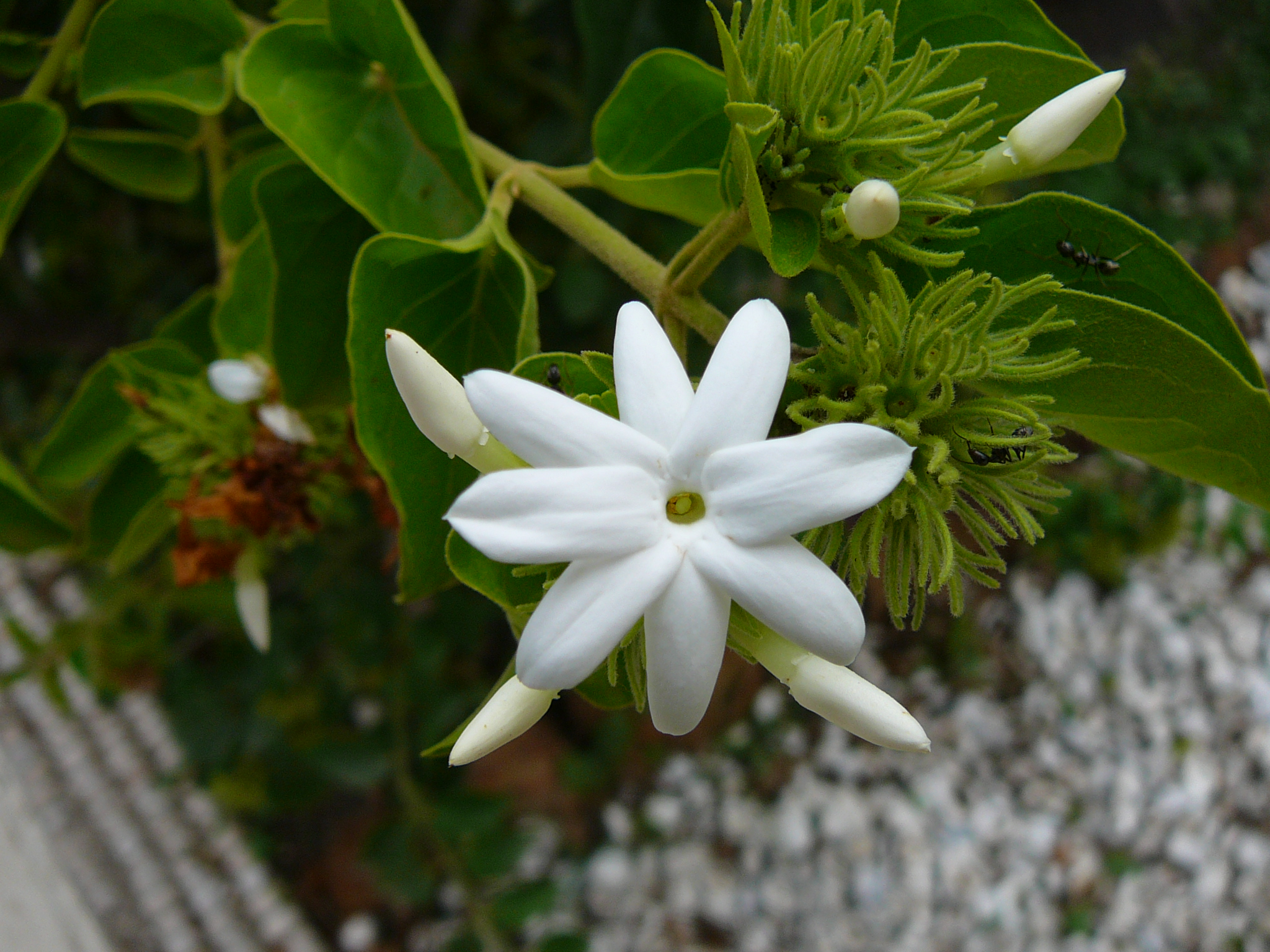
فل

- ياسمين إسفينية (الاسم العلمي:Jasminum cuneatum)
- ياسمين أذيني (الاسم العلمي:Jasminum auriculatum)
- ياسمين أزرق (الاسم العلمي:Jasminum glaucum)
- ياسمين أزوري (الاسم العلمي:Jasminum azoricum)
- ياسمين أليف الجبال (الاسم العلمي:Jasminum oreophilum)
- ياسمين أليف الكالسيوم (الاسم العلمي:Jasminum calcicola)
- ياسمين أنبوبي الأزهار (الاسم العلمي:Jasminum tubiflorum)
- ياسمين أنداماني (الاسم العلمي:Jasminum andamanicum)
- ياسمين أنغولي (الاسم العلمي:Jasminum angolense)
- ياسمين أنيق (الاسم العلمي:Jasminum elegans)
- ياسمين بسيط الأوراق (الاسم العلمي:Jasminum simplicifolium)
- ياسمين ثلاثي الأقسام (الاسم العلمي:Jasminum trichotomum)
- ياسمين ثنائي البذور (الاسم العلمي:Jasminum dispermum)
- ياسمين ثنائي التفرع (الاسم العلمي:Jasminum dichotomum)
- ياسمين جذاب (الاسم العلمي:Jasminum amoenum)
- ياسمين جرفثي (الاسم العلمي:Jasminum griffithii)
- ياسمين حبشي (الاسم العلمي:Jasminum abyssinicum)
- ياسمين حوري الأوراق (الاسم العلمي:Jasminum populifolium)
- ياسمين دقيق الأوراق (الاسم العلمي:Jasminum leptophyllum)
- ياسمين ذنبي (الاسم العلمي:Jasminum caudatum)
- ياسمين رخو (الاسم العلمي:Jasminum molle)
- ياسمين رخو الأزهار (الاسم العلمي:Jasminum laxiflorum)
- ياسمين رفيع الأوراق (الاسم العلمي:Jasminum angustifolium)
- ياسمين سميك الأوراق (الاسم العلمي:Jasminum crassifolium)
- ياسمين سهمي الأوراق (الاسم العلمي:Jasminum urophyllum)
- ياسمين سولاوسي (الاسم العلمي:Jasminum celebicum)
- ياسمين سيامي (الاسم العلمي:Jasminum siamense)
- ياسمين شامي (الاسم العلمي:Jasminum officinale)
- ياسمين شجيري (الاسم العلمي:Jasminum fruticans)
- ياسمين شديد الرائحة (الاسم العلمي:Jasminum odoratissimum)
- ياسمين شفيف (الاسم العلمي:Jasminum pellucidum)
- ياسمين شمبري (الاسم العلمي:Jasminum schimperi)
- ياسمين صيني (الاسم العلمي:Jasminum sinense)
- ياسمين ضيق الفلقات (الاسم العلمي:Jasminum stenolobum)
- ياسمين طويل الزهر (الاسم العلمي:Jasminum longitubum)
- ياسمين عاري الأزهار (الاسم العلمي:Jasminum nudiflorum)
- ياسمين عالي (الاسم العلمي:Jasminum elatum)
- ياسمين عديد الأزهار (الاسم العلمي:Jasminum polyanthum)
- ياسمين عريض (الاسم العلمي:Jasminum extensum)
- ياسمين غاري الأوراق (الاسم العلمي:Jasminum laurifolium)
- ياسمين غريفي (الاسم العلمي:Jasminum greveanum)
- ياسمين فيرديكي (الاسم العلمي:Jasminum verdickii)
- ياسمين قصير (الاسم العلمي:Jasminum humile)
- ياسمين قصير الأزهار (الاسم العلمي:Jasminum breviflorum)
- ياسمين قلبي (الاسم العلمي:Jasminum cordatum)
- ياسمين قلبي الأوراق (الاسم العلمي:Jasminum cordifolium)
- ياسمين منقوص الأزهار (الاسم العلمي:Jasminum oliganthum)
- ياسمين قليل الأزهار (الاسم العلمي:Jasminum pauciflorum)
- ياسمين كبير الأزهار (الاسم العلمي:Jasminum grandiflorum)
- ياسمين كبير الثمار (الاسم العلمي:Jasminum macrocarpum)
- ياسمين فيرديكي (الاسم العلمي:Jasminum verdickii)
- ياسمين قصير (الاسم العلمي:Jasminum humile)
- ياسمين قصير الأزهار (الاسم العلمي:Jasminum breviflorum)
- ياسمين قلبي (الاسم العلمي:Jasminum cordatum)
- ياسمين قلبي الأوراق (الاسم العلمي:Jasminum cordifolium)
- ياسمين منقوص الأزهار (الاسم العلمي:Jasminum oliganthum)
- ياسمين قليل الأزهار (الاسم العلمي:Jasminum pauciflorum)
- ياسمين كبير الأزهار (الاسم العلمي:Jasminum grandiflorum)
- ياسمين كبير الثمار (الاسم العلمي:Jasminum macrocarpum)
- ياسمين كلسي (الاسم العلمي:Jasminum calcareum)
- ياسمين لاطئ (الاسم العلمي:Jasminum sessile)
- ياسمين لبدي (الاسم العلمي:Jasminum tomentosum)
- ياسمين ليلكي الأوراق (الاسم العلمي:Jasminum syringifolium)
- ياسمين مالاباري (الاسم العلمي:Jasminum malabaricum)
- ياسمين متسلق (الاسم العلمي:Jasminum scandens)
- ياسمين متشجر (الاسم العلمي:Jasminum arborescens)
- ياسمين متطاول (الاسم العلمي:Jasminum elongatum)
- ياسمين متعدد الزهر (الاسم العلمي:Jasminum multiflorum)
- ياسمين متعدد العروق (الاسم العلمي:Jasminum multinervosum)
- ياسمين مزهر (الاسم العلمي:Jasminum floridum)
- ياسمين مستدق (الاسم العلمي:Jasminum acuminatum)
- ياسمين مضلل (الاسم العلمي:Jasminum decipiens)
- ياسمين معرق (الاسم العلمي:Jasminum nervosum)
- ياسمين معنق (الاسم العلمي:Jasminum pedunculatum)
- ياسمين مفلطح الأوراق (الاسم العلمي:Jasminum obtusifolium)
- ياسمين ملتبس (الاسم العلمي:Jasminum ambiguum)
- ياسمين ملتوي (الاسم العلمي:Jasminum tortuosum)
- ياسمين مميز (الاسم العلمي:Jasminum insigne)
- ياسمين منظاري (الاسم العلمي:Jasminum spectabile)
- ياسمين منقط (الاسم العلمي:Jasminum punctulatum)
- ياسمين نبيل (الاسم العلمي:Jasminum nobile)
- ياسمين نرجسي الرائحة (الاسم العلمي:Jasminum narcissiodorum)
- ياسمين نهري (الاسم العلمي:Jasminum fluminense)
- ياسمين نيبالي (الاسم العلمي:Jasminum nepalense)
- ياسمين نيلي (الاسم العلمي:Jasminum niloticum)
- ياسمين نيوتني (الاسم العلمي:Jasminum newtonii)
- ياسمين نيوكاليدني (الاسم العلمي:Jasminum neocaledonicum)
- ياسمين واقف (الاسم العلمي:Jasminum stans)
- ياسمين واهي (الاسم العلمي:Jasminum attenuatum)
- (الاسم العلمي:Jasminum adenophyllum)
- (الاسم العلمي:Jasminum agastyamalayanum)
- (الاسم العلمي:Jasminum albicalyx)
- (الاسم العلمي:Jasminum alongense)
- (الاسم العلمي:Jasminum amabile)
- (الاسم العلمي:Jasminum angulare)
- (الاسم العلمي:Jasminum annamense)
- (الاسم العلمي:Jasminum anodontum)
- (الاسم العلمي:Jasminum aphanodon)
- (الاسم العلمي:Jasminum apoense)
- (الاسم العلمي:Jasminum artense)
- (الاسم العلمي:Jasminum bakeri)
- (الاسم العلمي:Jasminum batanensis)
- (الاسم العلمي:Jasminum beesianum)
- (الاسم العلمي:Jasminum betchei)
- (الاسم العلمي:Jasminum bignoniaceum)
- (الاسم العلمي:Jasminum brachyscyphum)
- (الاسم العلمي:Jasminum brevilobum)
- (الاسم العلمي:Jasminum brevipetiolatum)
- (الاسم العلمي:Jasminum calophyllum)
- (الاسم العلمي:Jasminum campyloneurum)
- (الاسم العلمي:Jasminum cardiomorphum)
- (الاسم العلمي:Jasminum carinatum)
- (الاسم العلمي:Jasminum coarctatum)
- (الاسم العلمي:Jasminum coffeinum)
- (الاسم العلمي:Jasminum craibianum)
- (الاسم العلمي:Jasminum cumingii)
- (الاسم العلمي:Jasminum curtisii)
- (الاسم العلمي:Jasminum cuspidatum)
- (الاسم العلمي:Jasminum dallachyi)
- (الاسم العلمي:Jasminum dasyphyllum)
- (الاسم العلمي:Jasminum decussatum)
- (الاسم العلمي:Jasminum degeneri)
- (الاسم العلمي:Jasminum didymum)
- (الاسم العلمي:Jasminum dinklagei)
- (الاسم العلمي:Jasminum domatiigerum)
- (الاسم العلمي:Jasminum duclouxii)
- (الاسم العلمي:Jasminum eberhardtii)
- (الاسم العلمي:Jasminum flavovirens)
- (الاسم العلمي:Jasminum flexile)
- (الاسم العلمي:Jasminum foveatum)
- (الاسم العلمي:Jasminum fuchsiifolium)
- (الاسم العلمي:Jasminum gilgianum)
- (الاسم العلمي:Jasminum guangxiense)
- (الاسم العلمي:Jasminum harmandianum)
- (الاسم العلمي:Jasminum hasseltianum)
- (الاسم العلمي:Jasminum hongshuihoense)
- (الاسم العلمي:Jasminum ixoroides)
- (الاسم العلمي:Jasminum jenniae)
- (الاسم العلمي:Jasminum kajewskii)
- (الاسم العلمي:Jasminum kaulbackii)
- (الاسم العلمي:Jasminum kedahense)
- (الاسم العلمي:Jasminum kerstingii)
- (الاسم العلمي:Jasminum kitchingii)
- (الاسم العلمي:Jasminum kostermansii)
- (الاسم العلمي:Jasminum kriegeri)
- (الاسم العلمي:Jasminum kwangense)
- (الاسم العلمي:Jasminum lanceolaria)
- (الاسم العلمي:Jasminum lanceolarium)
- (الاسم العلمي:Jasminum lasiosepalum)
- (الاسم العلمي:Jasminum latipetalum)
- (الاسم العلمي:Jasminum listeri)
- (الاسم العلمي:Jasminum longipetalum)
- (الاسم العلمي:Jasminum mackeeorum)
- (الاسم العلمي:Jasminum magnificum)
- (الاسم العلمي:Jasminum maingayi)
- (الاسم العلمي:Jasminum malayanum)
- (الاسم العلمي:Jasminum marianum)
- (الاسم العلمي:Jasminum matthewii)
- (الاسم العلمي:Jasminum melastomifolium)
- (الاسم العلمي:Jasminum mesnyi)
- (الاسم العلمي:Jasminum meyeri-johannis)
- (الاسم العلمي:Jasminum microcalyx)
- (الاسم العلمي:Jasminum mossamedense)
- (الاسم العلمي:Jasminum multipartitum)
- (الاسم العلمي:Jasminum multipetalum)
- (الاسم العلمي:Jasminum nardydorum)
- (الاسم العلمي:Jasminum nintooides)
- (الاسم العلمي:Jasminum noldeanum)
- (الاسم العلمي:Jasminum noumeense)
- (الاسم العلمي:Jasminum nummularifolium)
- (الاسم العلمي:Jasminum octocuspe)
- (الاسم العلمي:Jasminum papuasicum)
- (الاسم العلمي:Jasminum parkeri)
- (الاسم العلمي:Jasminum paucinervium)
- (الاسم العلمي:Jasminum pentaneurum)
- (الاسم العلمي:Jasminum pericallianthum)
- (الاسم العلمي:Jasminum perissanthum)
- (الاسم العلمي:Jasminum pierreanum)
- (الاسم العلمي:Jasminum prainii)
- (الاسم العلمي:Jasminum preussii)
- (الاسم العلمي:Jasminum promunturianum)
- (الاسم العلمي:Jasminum pseudopinnatum)
- (الاسم العلمي:Jasminum pteropodum)
- (الاسم العلمي:Jasminum puberulum)
- (الاسم العلمي:Jasminum quinatum)
- (الاسم العلمي:Jasminum rambayense)
- (الاسم العلمي:Jasminum rehderianum)
- (الاسم العلمي:Jasminum ritchiei)
- (الاسم العلمي:Jasminum rufohirtum)
- (الاسم العلمي:Jasminum sambac)
- (الاسم العلمي:Jasminum sarawacense)
- (الاسم العلمي:Jasminum smilacifolium)
- (الاسم العلمي:Jasminum steenisii)
- (الاسم العلمي:Jasminum stellipilum)
- (الاسم العلمي:Jasminum stenodon)
- (الاسم العلمي:Jasminum stephanense)
- (الاسم العلمي:Jasminum streptopus)
- (الاسم العلمي:Jasminum subglandulosum)
- (الاسم العلمي:Jasminum subhumile)
- (الاسم العلمي:Jasminum tetraquetrum)
- (الاسم العلمي:Jasminum thomense)
- (الاسم العلمي:Jasminum vidalii)
- (الاسم العلمي:Jasminum waitzianum)
- (الاسم العلمي:Jasminum wengeri)
- (الاسم العلمي:Jasminum wrayi)
- (الاسم العلمي:Jasminum yuanjiangense)
- (الاسم العلمي:Jasminum zippelianum)
- ياسمين بهيج (الاسم العلمي:Jasminum venustum)
- ياسمين ثلاثي الأوراق (الاسم العلمي:Jasminum trifoliatum)
- ياسمين حرجي (الاسم العلمي:Jasminum sylvestre)
- ياسمين سناني (الاسم العلمي:Jasminum lanceolatum)
- ياسمين شائع (الاسم العلمي:Jasminum vulgatum)
- ياسمين صيني (الاسم العلمي:Jasminum chinensis)
- ياسمين نيجيري (الاسم العلمي:Jasminum nigericum)
- ياسمين واضح الكأسية (الاسم العلمي:Jasminum calycinum)
- (الاسم العلمي:Jasminum augustitubum)
- (الاسم العلمي:Jasminum choense)
- (الاسم العلمي:Jasminum coeruleum)
- (الاسم العلمي:Jasminum dinklagei)
- (الاسم العلمي:Jasminum laurifolium)
- (الاسم العلمي:Jasminum loudonianum)
- (الاسم العلمي:Jasminum perrisanthum)
- (الاسم العلمي:Jasminum putii)
- (الاسم العلمي:Jasminum sianense)
- (الاسم العلمي:Jasminum sootepense)
- (الاسم العلمي:Jasminum stephanense)